# Abbey Simon
Pour les articles homonymes, voir Simon (patronyme).
Abbey Henry Simon (né à New York le 8 janvier 1920 et mort le 18 décembre 2019 à Genève) est un pianiste de concert et un enseignant américain. 
Il fut élève de Josef Hofmann au Curtis Institute of Music et remporta le Concours international de piano Naumburg en 1940. D'une virtuosité étonnante, il a été appelé « supervirtuoso » par le New York Times.

## Biographie

### Formation
Abbey Simon commence le piano avec David Saperton à l'âge de cinq ans. À huit ans, il est accepté par Josef Hofmann pour une bourse d'études au Curtis Institute of Music de Philadelphie, où il côtoie ses camarades de classe Jorge Bolet et Sidney Foster. Simon prend également des leçons avec Leopold Godowsky et Harold Bauer. Peu de temps après son diplôme, il fait ses débuts à l'hôtel de Ville et au Carnegie Hall de New York. Il est lauréat du Concours international de piano Naumburg en 1940.

### Carrière
Abbey Simon a été acclamé par la critique, surtout américaine. Dans un article du New York Times, le critique Harold C. Schonberg évoque un « supervirtuoso ». Dans The Boston Globe, le critique Richard Dyer a écrit : « Le récital Simon nous a offert plus d'un aperçu du mythique âge d'or du piano... Sa virtuosité est marquée non seulement par la vitesse, la puissance, la légèreté et la précision, mais aussi par l'interaction complexe des voix et des couleurs chatoyantes. »
Abbey Simon a effectué des tournées en Europe, au Moyen-Orient et dans le Pacifique, mais il reste encore relativement méconnu en Europe, en tout cas en France. Il a joué notamment avec l'Orchestre Philharmonique de New York, le Boston Symphony, l'Orchestre symphonique de Chicago, l'Orchestre du Concertgebouw, l'Orchestre symphonique de Londres. Il excelle en particulier dans Ravel et surtout Chopin, répertoire dans lequel il révèle à la fois sa virtuosité exceptionnelle, mais aussi une étonnante clarté et limpidité sonores, une rare variété de toucher et nuances.
Abbey Simon a donné des classes de maître à la Royal Academy of Music de Londres, au Conservatoire de La Haye et au Conservatoire de Genève. Il a enseigné au sein de l'Université de l'Indiana, de l'École de musique de Manhattan et de la Juilliard School de New York (1977). Il compte parmi ses élèves pianistes Frederic Chiu, Karen Shaw, John Kamitsuka, Erika Nickrenz (pianiste du Trio Eroica), Richard Dowling, Roger Wright, Andrew Cooperstock, David Korevaar, Terence Yung (en) et Martha Argerich.
En plus de sa carrière de concertiste, de l'enseignement et des enregistrements, Abbey Simon a participé comme membre du jury à plusieurs concours internationaux : le Concours Van Cliburn, le Concours de Genève, le Concours de Leeds, le Concours Clara Haskil, le Concours de Sydney et le Concours d'Afrique du Sud.
Abbey Simon vivait à Genève et à Houston au Texas où il était professeur distingué de piano à l'École de Musique de Moores.

## Distinctions et honneurs
- Premier prix du Concours Walter Naumburg (1940)
- Prix orchestre national
- Prix de la musique de la fédération
- Médaille Harriet Cohen
- Médaille Elizabeth Sprague Coolidge
- Prix de la fondation Ford
- Professeur distingué de l'École de musique Moores

## Discographie
Abbey Simon a beaucoup enregistré pour les labels Vox Records, Philips et HMV. Sa discographie comprend des intégrales de Frédéric Chopin et Maurice Ravel, les grandes œuvres de Johannes Brahms et Robert Schumann, ainsi que les concertos pour piano de Sergueï Rachmaninoff avec Leonard Slatkin et l'Orchestre symphonique de Saint Louis.
- Albéniz-Godowsky :
  - Triana extr. d'Iberia (Danacord DACOCD 379)
- Beethoven :
  - Quintette pour piano et vents (Vox-Turnabout TVC 37004)
- Brahms :
  - Concerto pour piano n° 1 en ré mineur - dir. Juan-Jose Castro (Primé pour l'enregistrement d'une performance en concert, Buenos-Aires)
  - Variations sur un thème de Paganini, op. 35 (Vox VU 9004)
  - Variations et fugue sur un thème de Haendel, op. 24 & Variations sur un thème de Paganini (Philips UN 00195 L)
  - Trois pièces pour piano (HMV)
  - Sonate en fa mineur, op. 5 (HMV)
  - Intermezzi, Capriccios, les Fantasmes et Rhapsodies (Philips)
- Chopin :
  - Quatre Scherzos (Vox VU 9030)
  - Quatre Ballades, Impromptus et Berceuse (Vox VU 9031)
  - Sonates et Barcarolle (Vox VU 9032)
  - Études, op. 10 et 25 (Vox VU 9033)
  - Valses, Fantaisie et variations brillantes (Vox VU 9034)
  - Nocturnes (Vox CDX 5146)
  - Préludes (Vox)
  - Concertos pour piano - Royal Philharmonic Orchestra, dir. Eugène Goossens (EMI D 13175Z)
  - Œuvres avec orchestre - Orchestre symphonique de Hambourg, dir. Heribert Beissel (Vox 5002)
- Dohnányi :
  - Variations sur une berceuse (UNESCO Classics DCL707202)
- Franck :
  - Prélude, choral et fugue (HMV)
- Grieg :
  - Concerto pour piano en la mineur, op. 16 (Philips)
- Liszt :
  - Six grandes études de Paganini (Vox VU 9004)
  - Étude en ré-bémol majeur « Un sospiro » (HMV)
- Mendelssohn :
  - Variations sérieuses (Vox PLAT 34460)
- Rachmaninoff :
  - L'œuvre pour piano et orchestre - Orchestre symphonique de Saint-Louis, dir. Leonard Slatkin (Vox CDX 5008)
  - Concerto pour piano n° 3 en ré mineur, op. 30 - Orchestre philharmonique du Japon, dir. Akeo Watanabe)
- Ravel :
  - Concerto pour piano en sol (Vox CDX 5031)
  - Concerto pour piano en ré, pour la main gauche - Orchestre de Radio-Luxembourg, dir. Louis de Froment (Vox CDX 5032)
  - Œuvres pour piano seul (Vox CDX 5012)
- Saint-Saëns :
  - Le Carnaval des animaux - Hephzibah Menuhin et le Orchestre Philharmonia, dir. Efrem Kurz (EMI Classics DCL 707202)
- Schumann :
  - Variations sur le nom d'Abegg, Kreisleriana, Arabesque, Scènes d'enfants (Dante PSG 9649)
  - Carnaval, op. 9 ; Fantaisie en ut, op. 17 (Vox ACD 8192)
- Transcriptions :
  - par Liszt, Rachmaninoff, Godowsky, Chasins (Vox 8204)